# Pildralazine
Pildralazine (Atensil), còn được gọi là propyldazine hoặc propildazine, là thuốc chống tăng huyết áp và thuốc giãn mạch.